# Zonder titel (Govert Heikoop)
Aan de Tolstraat in Amsterdam-Zuid staat een titelloos artistiek kunstwerk.
Dit werk van Govert Heikoop (1951-2007) werd omstreeks 1985 vermoedelijk neergezet ter afronding van een renovatie van Cinetol richting Bibliotheek en de bouw van het naastgelegen buurtcentrum. In 1985 legde tekenaar Willen Frederik Dupont de kolommen vast, alhoewel de inrichting van het voorplein er heel anders zou gaan uitzien. Het beeld werd in Het Parool in 1991 omschreven als “minimal art”. Zij maakte ook melding van “losstaand kunstwerk” terwijl ze toch in de omgeving opging ondanks dat het toch relatief grote objecten zijn. Het kunstwerk aan de Tolstraat bestaat uit twee kolommen geschilderd in de primaire kleuren (blauw, geel en rood), met aan de bovenzijde uitstulpingen. Het zou passen binnen De Stijl; dezelfde kleuren zijn terug te vinden in Cinétol. In 1991 waren nog drie werken van Heikoop in Amsterdam te vinden, onbekend is of deze in 2023 in de stad zijn terug te vinden. "Buitenkunst Amsterdam" maakt er in 2023 geen melding (meer) van. Zij omschreven het werk als een combinatie van kleur en lichtval, de kleuren interfereren door de lichtval met elkaar. Het beeld stond eerst naast in de halve cirkel van de oprit naar Cinétol; toen die vervangen werd door een open ruimte werd het beeld naar de zijkant van het pleintje verhuisd.
De omschrijving van de stroming werd in 2020 bevestigd bij een kunsthistorisch onderzoek verzorgd door Yteke Spoelstra voor een soortgelijk werk dat stond op het terrein van de Fiscale inlichtingen- en opsporingsdienst in Haarlem. Ook daar stonden gebouwhoge kolommen. Dat gebouw viel onder de 1%-regeling (1% van de bouwsom gaat naar kunst) van het Rijksvastgoedbedrijf. Aan die kolommen was ook binnenkunst gekoppeld. Totale waarde was 200.000 gulden. Het onderzoek werd toen verricht op verzoek van Erfgoedvereniging Heemschut Haarlem, omdat interieur en kolommen vernietigd zouden worden bij een herontwikkeling van het gebouw, de ervan Heikoop had immers toestemming gegeven. De kosten om ook de kunstobjecten te hergebruiken waren in de ogen van de gemeente Haarlem te hoog. De actie leverde op dat het kunstwerk op kosten van de gemeente Breda en het Rijksvastgoedbedrijf naar Breda verplaatst werd. Spoelstra zag in 2020 met lede ogen dat veel werk van Heikoop, toch betaalt met gemeenschapsgeld, al uit het straatbeeld verdwenen was. Ook was ze van mening dat het kunstwerk in Schalkwijk hoorde te blijven, maar vond in de verhuizing een alternatief. 